# Bosanskohercegovačka košarkaška reprezentacija
Bosanskohercegovačka košarkaška reprezentacija predstavlja Bosnu i Hercegovinu u košarci, te je pod kontrolom Košarkaškog saveza Bosne i Hercegovine. 
Članica FIBA-e je od 1992. Do sada su deset puta nastupali na Europskom prvenstvu, a najbolji plasman im je osmo mjesto 1993. u Njemačkoj.

## Nastupi naEuropskom košarkaškom prvenstvu
| Europsko prvenstvo                           | Osvojeno mjesto |
| -------------------------------------------- | --------------- |
| Njemačka 1993.                               | 8.              |
| Španjolska 1997.                             | 15.             |
| Francuska 1999.                              | 15.             |
| Turska 2001.                                 | 15.             |
| Švedska 2003.                                | 15.             |
| Srbija i Crna Gora 2005.                     | 15.             |
| Litva 2011.                                  | 17.             |
| Slovenija 2013.                              | 13.             |
| Francuska, Hrvatska, Njemačka, Latvija 2015. | 23.             |
| Češka, Gruzija, Italija, Njemačka 2022.      | 18.             |

## Vanjske poveznice
- Košarkaški savez Bosne i Hercegovine
- "Nevjerovatno putovanje", serijal "Fullscreen", Al Jazeera Balkans, 13. 2. 2021. (dokumentarac o sudjelovanju košarkaške reprezentacije Bosne i Hercegovine na Europskom prvenstvu 1993.) (YouTube)